# Goobuntu
Goobuntu är en lätt modifierad version av linuxdistributionen Ubuntu, som används internt på företaget Google. Valet av ett Debian-baserat system motiveras med att dess paket och APT är ”ljusår före RPM”, och valet av Ubuntu motiveras med dess utmärkta utgivningstakt och den goda support Canonical erbjuder.
Trots ihärdiga rykten har företaget inga planer på att släppa denna version som ett "Google OS" då de ändringar som gjorts bara fungerar inom Google ändå. Även  Mark Shuttleworth, skaparen av Ubuntu har förnekat att Goobuntu skulle släppas offentligt, däremot passade han på att påpeka att Google bidrar med en hel del förbättringar som integreras och kommer både Ubuntu och Debian till godo.